# دهستان جزینک
دهستان جزینک نام دهستانی در بخش جزینک شهرستان زهک، استان سیستان و بلوچستان در ایران است. براساس سرشماری مرکز آمار ایران در سال ۱۳۸۵، جمعیت آن ۱۰۷۰۲ نفر (۲۲۳۰ خانوار) بوده‌است.